# Griechenhaus

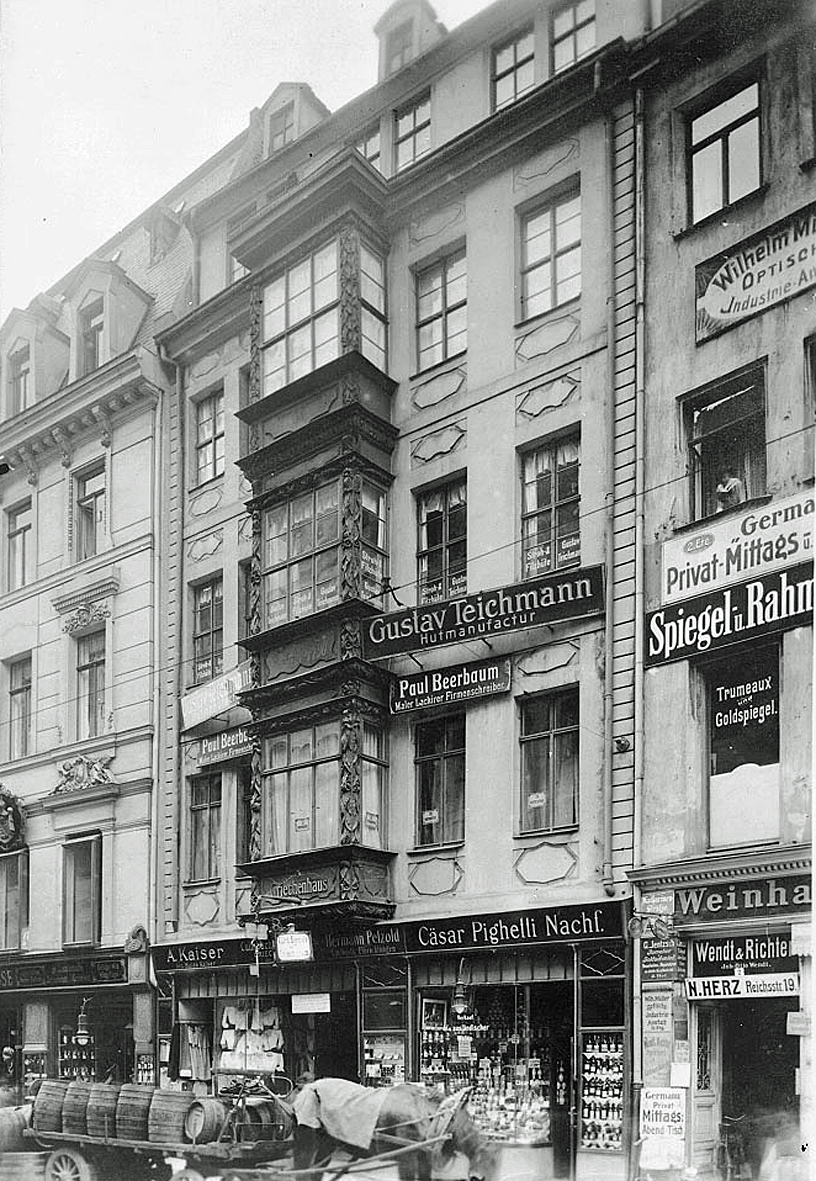
Fassade des Griechenhauses, um 1900

Das Griechenhaus war ein Handelshof südosteuropäischer und vor allem griechischer Kaufleute in Leipzig, der zwischen 1640 und 1943 existierte.

## Geschichte

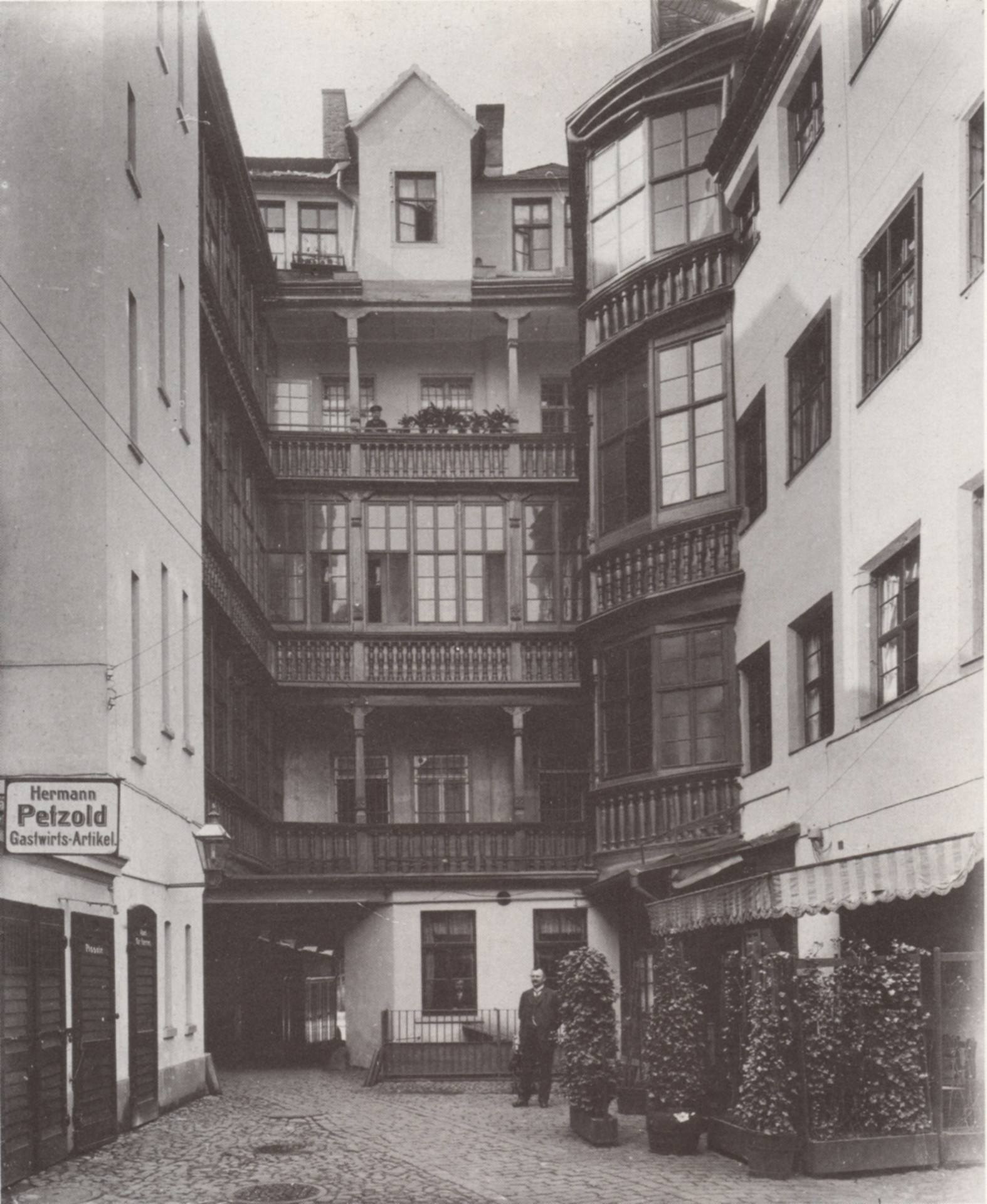
Der Innenhof des Gebäudes, um 1890

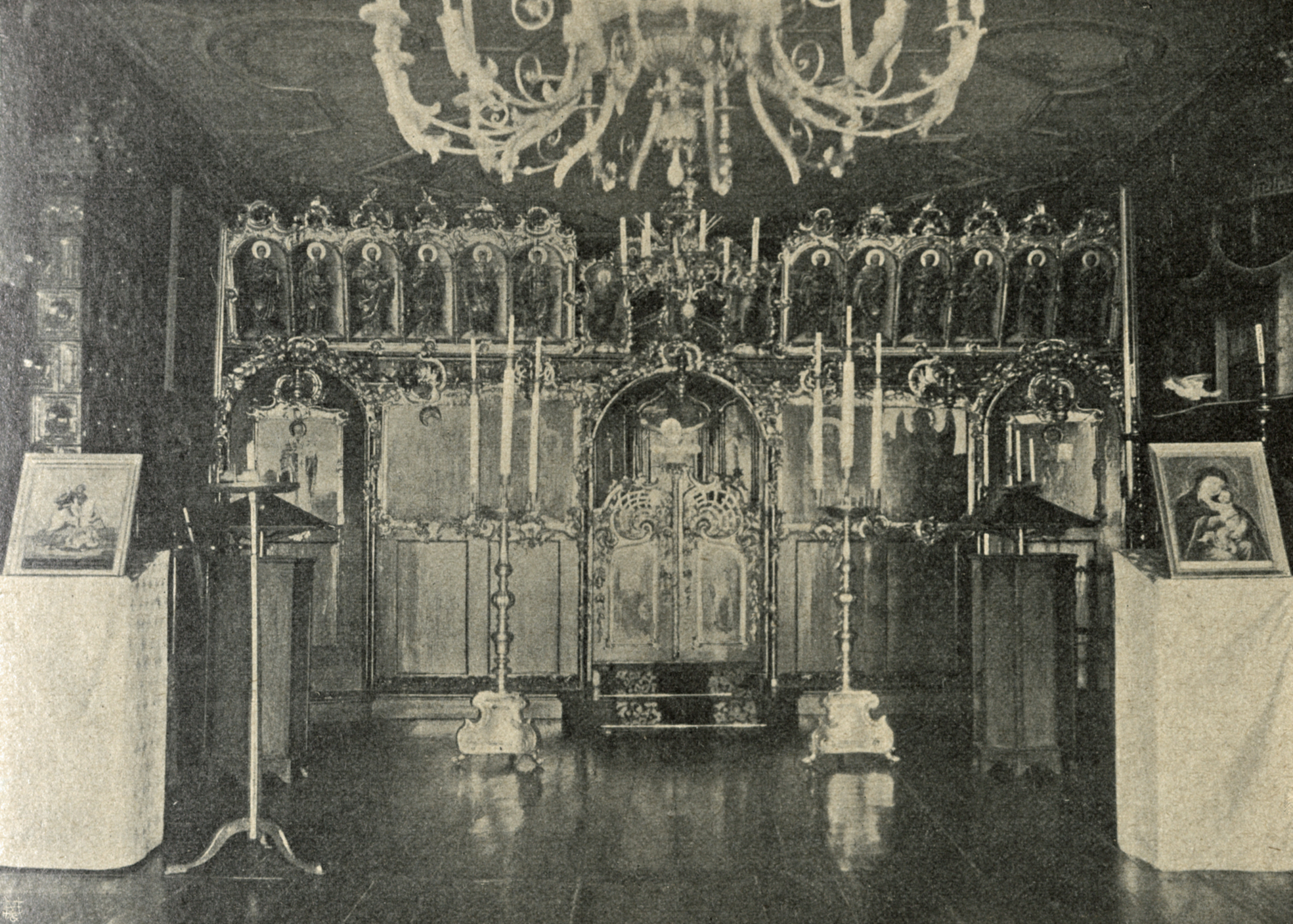
Griechische Kapelle im Gebäude, 1907

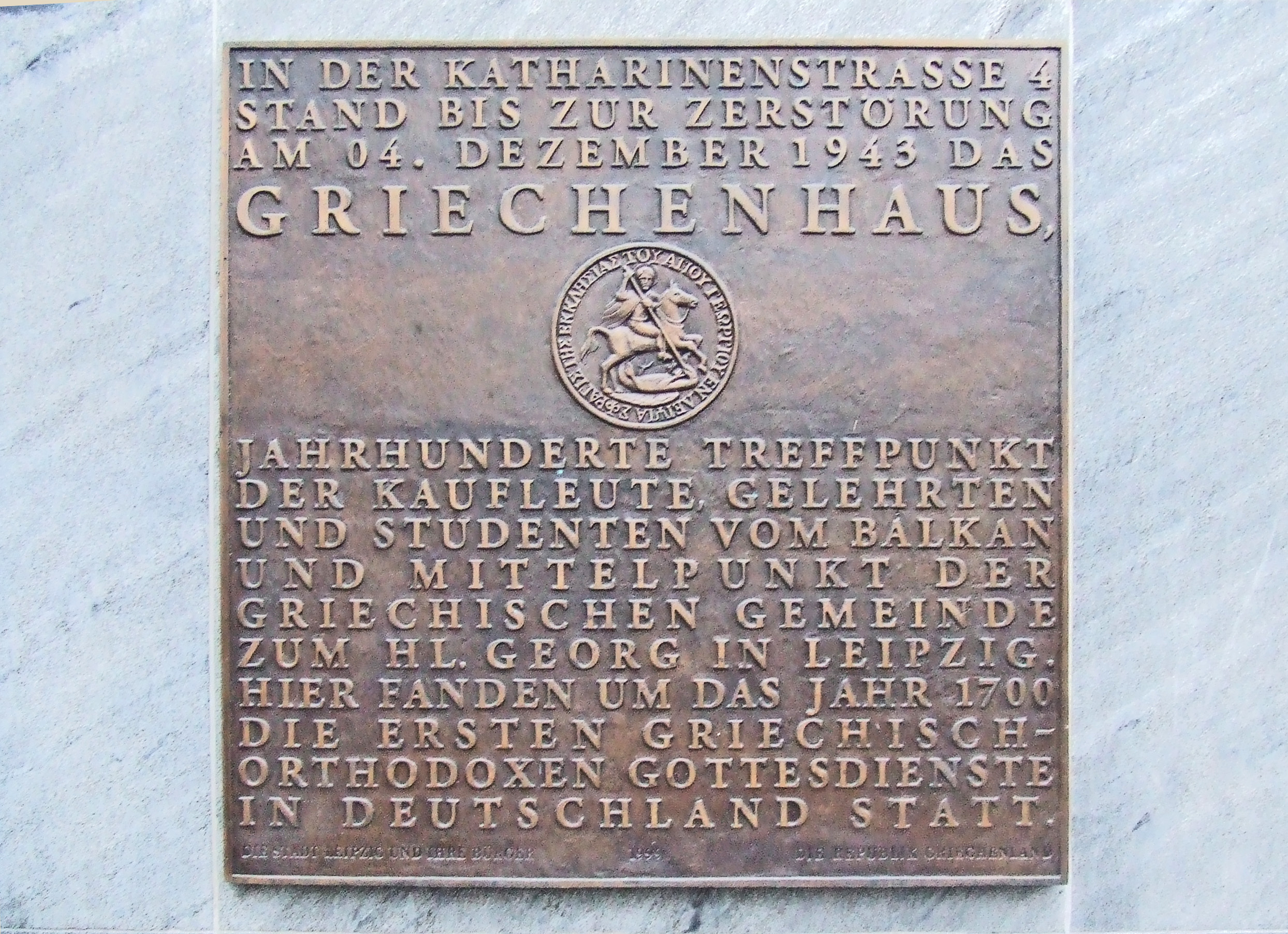
Gedenkstafel in der Leipziger Katharinenstraße

Das Gebäude in der Katharinenstraße 4 nahe des Marktes war ein 1640 errichteter Handelshof mit einer geschlossenen Barockfassade zur Straße hin, es glich dem dort angrenzenden Haus Nr. 2. Zu jener Zeit war die Katharinenstraße „die prächtigste Straße der Stadt“. Im Standardwerk Leipziger Barock bezeichnet der Kunsthistoriker Nikolaus Pevsner das Gebäude als qualitativ und lebhaft in der Ornamentik.
Das Haus und seine Vorgängerbauten war seit dem 15. Jahrhundert Eigentum von Großkaufleuten, von 1623 bis 1804 im Besitz der Familie Steger, der auch der kursächsische Jurist und Leipziger Bürgermeister Adrian Steger angehörte.
Seit Ende des 16. Jahrhunderts kamen Seiden-, Baumwoll- und Rauchwarenhändler aus Südosteuropa zu den deutschen Märkten, zweimal jährlich zur Leipziger Messe (Griechen folgten ab Ende des 17. Jahrhunderts). Das Gebäude stand gegenüber der Alten Waage und diente auch diesen Messebesuchern als Unterkunfts- und Versammlungsstätte. Die rückwärtigen Höfe waren an Kaufleute vermietet, es befanden sich im Komplex auch Gasthäuser. Bereits um 1700 fanden im Griechischen Bethaus genannten Gebäude griechisch-orthodoxe Gottesdienste statt, von 1751 bis 1909 regelmäßig. Dafür wurde noch im 18. Jahrhundert ein Kapellenraum eingerichtet. 1858 wurde das Griechenhaus als erste orthodoxe Kirche Deutschlands anerkannt. Diese diente neben griechischen auch russischen und rumänischen Gläubigen. Die Gemeinde setzte sich vor allem aus Kaufleuten und Studenten zusammen. Der Theologe Eugenios Voulgaris wohnte während seines Leipzig-Aufenthalts von 1763 bis 1771 dort. 1808 und 1813 besuchte der russische Zar Alexander I. das Haus und nahm auch an Gottesdiensten der Gemeinde teil. Seit 1887 trug das Gebäude den offiziellen Namen Griechenhaus.
Am 4. Dezember 1943 wurde das Griechenhaus durch Bombenangriffe zerstört. An der Stelle steht heute ein Neubau, der unter anderem die bekannte Milchbar Pinguin beherbergt. Seit 1999 befindet sich an dem Gebäude eine Gedenktafel, die auf das ehemalige Griechenhaus hinweist. Der Begriff Griechenhaus wird weiterhin von der Deutsch-Griechischen Gesellschaft Griechenhaus Leipzig e.V. verwendet.